# Tour Generación RBD En Vivo
Tour Generación RBD En Vivo é o primeiro álbum ao vivo e em vídeo do grupo musical mexicano RBD, lançado em 19 de julho de 2005, pela gravadora EMI, nos formatos de CD, DVD e download digital. O concerto ao vivo (o que depois veio a ser o registro oficial da turnê) foi gravada no Palacio de los Deportes, na Cidade do México, em 18 de junho de 2005, durante a primeira turnê da banda, a Tour Generación RBD, que foi sucesso comercial e que percorreu a América do Norte, América Central, América do Sul e a Europa.
Em Tour Generación RBD En Vivo, são apresentadas todas as canções do álbum Rebelde (2004), com algumas exclusivas da banda, também estão presentes no álbum alguns medleys contendo vários covers de intérpretes hispânicos.
Comercialmente, Tour Generación RBD En Vivo vendeu mais de cem mil unidades nos Estados Unidos e no México, e foi certificado com ouro e platina, conseguindo atingir o top dez de alguns países. No Brasil, o DVD foi um dos vintes mais vendidos dos anos de 2005 e 2006.

## Antecedentes, gravação e lançamento

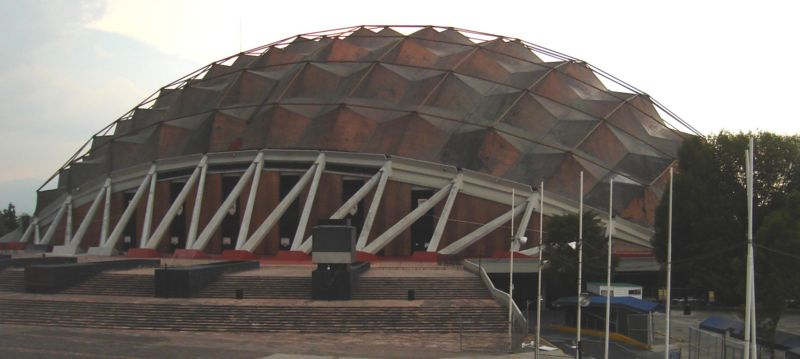
Vista frontal do Palacio de los Deportes, onde o projeto foi gravado.

Em 1º de maio de 2005, o produtor do RBD, Pedro Damián falou em uma coletiva de imprensa sobre a turnê musical que a banda iniciaria e a gravação de um DVD, na época não havia uma data definida para o registro, entretanto, o Palacio de los Deportes foi confirmado como o local de gravação. Devido ao sucesso das primeiras três datas da tournée no local, durante o mês de maio, foi divulgado que haveriam outros três shows, também sediados no mesmo, entre os dias 17, 18 e 19 do mês seguinte, sendo como escolhida a data para o registro o dia 18 de Junho, o concerto já havia sido gravado e com uma data de lançamento oficial não anunciada. Em 19 de julho, Tour Generación RBD En Vivo foi lançado no México e nos Estados Unidos apenas no formato de CD. Em seu mês de lançamento, começou a circular um DVD que supostamente contém o concerto no mercado negro, e o integrante do RBD, Cristian Chávez comentou que "[no original] contém coisas exclusivas que o diferenciam da versão falsificada".
O Canal 5, da Televisa, transmitiu-o em 29 de julho de 2005, às 22h, o concerto gravado no Palacio de los Deportes intitulado como RBD el fenómeno. No Brasil, também foi transmitido pelo canal de televisão SBT, em 1º de maio de 2006, às 22h30, na época também era exibido a telenovela Rebelde (2004–06). Em 2 de março de 2006, foi lançada a "edição diamante" do álbum, que incluiu algumas faixas em português, jogos, fotos da banda e um documentário.

## Recepção
Jason Birchmeier, do banco de dados Allmusic, descreveu Tour Generación RBD En Vivo como um álbum que todo fã poderia desejar, dando-lhe duas de cinco estrelas e acrescentando: "As apresentações são bem coreografadas, embora a qualidade vocal deixe a desejar em alguns momentos. Os rapazes, em particular, apresentam dificuldades vocais, enquanto as meninas se destacam, especialmente na interpretação da balada "Sálvame". A multidão ajuda os intérpretes ao longo de muitas canções — especialmente nos êxitos — a tal ponto, que por vezes ofusca a banda". Na décima terceira edição do Billboard Latin Music Awards, o álbum recebeu uma indicação na categoria de "Álbum Pop Latino do Ano — Dupla ou Grupo".

## Lista de faixas
| Tour Generación RBD En Vivo – Edição em DVD | |         |  |
| N.º                                         | Título | Duração |  |
| 1.                                          | "Rebelde" | 7:03    |  |
| 2.                                          | "Otro Día Que Va" | 3:29    |  |
| 3.                                          | "Santa no Soy" | 3:25    |  |
| 4.                                          | "Me He Enamorado de un Fan" / "No Sé Si Es Amor" / "Ámame Hasta con los Dientes" / "Rayo Rebelde" / "Baile del Sapo" / "Me Vale"                                             | 16:20   |  |
| 5.                                          | "Enséñame" | 3:37    |  |
| 6.                                          | "Futuro Ex-Novio" | 3:26    |  |
| 7.                                          | "Cuando El Amor se Acaba" | 3:32    |  |
| 8.                                          | "Liso Sensual" | 3:27    |  |
| 9.                                          | "A Rabiar" | 3:42    |  |
| 10.                                         | "Una Canción" | 5:10    |  |
| 11.                                         | "Cuando Baja la Marea" / "Te Quiero" / "Verano Peligroso" / "Devuélveme a Mi Chica" / "La Chica del Bikini Azul" / "Viviendo de Noche" / "De Música Ligera" / "Es Mejor Así" | 19:04   |  |
| 12.                                         | "Fuego" | 4:14    |  |
| 13.                                         | "Sálvame" | 4:08    |  |
| 14.                                         | "Tenerte y Quererte" | 7:04    |  |
| 15.                                         | "Un Poco de Tu Amor" | 4:56    |  |
| 16.                                         | "Sólo Quédate en Silencio" | 3:44    |  |
| 17.                                         | "Rebelde" (Versão cúmbia) | 5:22    |  |
| Duração total:                              | Duração total: | 74:43   |  |

| Tour Generación RBD En Vivo – Edição padrão em DVD: Extras |                                                              |         |  |
| N.º                                                        | Título                                                       | Duração |  |
| 18.                                                        | "Bônus: Documentário da banda e galeria de fotos exclusivas" | 12:47   |  |
| Duração total:                                             | Duração total:                                               | 12:47   |  |

| Tour Generación RBD En Vivo – Edição padrão em CD | |         |  |
| N.º                                               | Título | Duração |  |
| 1.                                                | "Rebelde" | 3:59    |  |
| 2.                                                | "Otro Día Que Va" | 3:30    |  |
| 3.                                                | "Me He Enamorado de un Fan" / "No Sé Si Es Amor" / "Ámame Hasta con los Dientes" / "Rayo Rebelde" / "Baile del Sapo" / "Me Vale"                                             | 13:24   |  |
| 4.                                                | "Enséñame" | 3:33    |  |
| 5.                                                | "Futuro Ex-Novio" | 3:00    |  |
| 6.                                                | "A Rabiar" | 3:13    |  |
| 7.                                                | "Una Canción" | 3:41    |  |
| 8.                                                | "Cuando Baja la Marea" / "Te Quiero" / "Verano Peligroso" / "Devuélveme a Mi Chica" / "La Chica del Bikini Azul" / "Viviendo de Noche" / "De Música Ligera" / "Es Mejor Así" | 15:34   |  |
| 9.                                                | "Fuego" | 3:03    |  |
| 10.                                               | "Sálvame" | 3:47    |  |
| 11.                                               | "Tenerte y Quererte" | 3:23    |  |
| 12.                                               | "Un Poco de Tu Amor" | 4:42    |  |
| 13.                                               | "Sólo Quédate en Silencio" | 3:43    |  |
| 14.                                               | "Rebelde" (Versão cúmbia) | 3:54    |  |
| Duração total:                                    | Duração total: | 72:32   |  |

| Tour Generación RBD En Vivo – Edición Diamante |                                                                   |         |  |
| N.º                                            | Título                                                            | Duração |  |
| 15.                                            | "Salva-Me (versión de estudio)"                                   | 3:45    |  |
| 16.                                            | "Um Pouco Desse Amor (versión de estudio)"                        | 3:21    |  |
| 17.                                            | "Ensina-Me (versión de estudio)"                                  | 3:40    |  |
| 18.                                            | "Interactivo: Fotos, salvapantallas, iconos, documental y juegos" |         |  |
| Duração total:                                 | Duração total:                                                    | 82:38   |  |

| Tour Generación RBD En Vivo – Edição brasileira e estadunidense em DVD |                                     |         |  |
| N.º                                                                    | Título                              | Duração |  |
| 1.                                                                     | "Rebelde"                           | 6:57    |  |
| 2.                                                                     | "Otro Día Que Va"                   | 3:29    |  |
| 3.                                                                     | "Santa no Soy"                      | 3:14    |  |
| 4.                                                                     | "Enséñame"                          | 3:43    |  |
| 5.                                                                     | "Futuro Ex-Novio"                   | 3:31    |  |
| 6.                                                                     | "Cuando El Amor se Acaba"           | 3:18    |  |
| 7.                                                                     | "Liso Sensual"                      | 3:25    |  |
| 8.                                                                     | "A Rabiar"                          | 3:42    |  |
| 9.                                                                     | "Una Canción"                       | 5:10    |  |
| 10.                                                                    | "Fuego"                             | 4:08    |  |
| 11.                                                                    | "Sálvame"                           | 3:53    |  |
| 12.                                                                    | "Tenerte y Quererte"                | 7:12    |  |
| 13.                                                                    | "Un Poco de Tu Amor"                | 5:21    |  |
| 14.                                                                    | "Sólo Quédate en Silencio"          | 4:07    |  |
| 15.                                                                    | "Rebelde" (Versão cúmbia)           | 5:48    |  |
| 16.                                                                    | "Bônus: Numeros e Galeria de Fotos" |         |  |
| Duração total:                                                         | Duração total:                      | 65:53   |  |

## Créditos
Lista-se abaixo os profissionais envolvidos na elaboração do CD e DVD de Tour Generación RBD En Vivo, de acordo com o encarte dos álbuns:
Gestão
- Carolina Palomo Ramos: coordenação de produção
- EMI Music: gravadora, proprietária de direitos autorais/direitos autorais fonográficos, distribuição nacional/internacional
- Masterizada no Cosmos Mastering (México)

Visuais e imagem
| - Gabriel Alarcón: fotografia adicional - Hula Hula: design gráfico, fotografia adicional - Marisol Alcelay: gestão de produção, marketing | - Ricardo Trabulsi: fotografia - Víctor Deschamps: fotografia adicional |

Vocais
- RBD: vocais principais

Produção
| - Andrew Rose: assistência de gravação - Armando Ávila: produção, mixagem - Camilo Lara: A&R - Carolina Palomo Ramos: coordenador de produção - Emilio Ávila: produção executiva (concerto) - Güido Laris: arranjos - Juan Carlos Moguel: engenharia de gravação - Luis Luisillo Miguel: produção adicional | - Mara Arakelian: coordenação do DVD - Melissa Mochulske: coordenação de A&R, coordenação do DVD - Pedro Damián: produção executiva - Sofía Diez de Bonilla - Raúl González Biestro: mixagem do DVD, produção - Raúl Oropeza: engenharia de mixagem do DVD |

Instrumentação
- Güido Laris: guitarra, baixo
- Mauricio Soto Lartigue: bateria

## Desempenho comercial
No México, Tour Generación RBD En Vivo alcançou a terceira posição da tabela mexicana, e tanto o CD quanto o DVD foram certificados pela Asociación Mexicana de Productores de Fonogramas y Videogramas (AMPROFON) com platina e ouro. Nos Estados Unidos, a gravação entrou em três paradas musicais da Billboard e vendeu cem mil unidades no território, sendo certificado pela Recording Industry Association of America (RIAA) com platina. No Brasil, conquistou a segunda posição da parada de DVDs divulgada pela revista Época na semana de 4 de abril de 2006. Foi o nono álbum de vídeo mais comprado no país em 2005, e no ano seguinte, ocupou o terceiro lugar, o CD foi certificado com ouro pela Pro-Música Brasil (PMB), equivalente a 50 mil unidades. Na Espanha, Tour Generación RBD En Vivo ficou dezoito semanas na principal parada musical do país, estreando em 10 de agosto de 2006 na 23ª posição, alcançando o posto máximo do top 10, na semana seguinte.
| País — Tabela musical (2005—08)     | Melhor posição |
| ----------------------------------- | -------------- |
| Argentina (Top 20 DVD Musical) DVD  | 17             |
| Brasil (Época) DVD                  | 2              |
| Espanha (PROMUSICAE)                | 13             |
| Estados Unidos (Heatseekers Albums) | 29             |
| Estados Unidos (Top Latin Albums)   | 22             |
| Estados Unidos (Latin Pop Albums)   | 6              |
| México (AMPROFON)                   | 3              |

| País — Tabela musical (2005) | Posição        |
| ---------------------------- | -------------- |
| Brasil (Top 20 DVD)          | 9              |
| Tabela musical (2006)        | Melhor posição |
| Brasil (Top 20 DVD)          | 3              |
| Espanha (Top 10 DVD Musical) | 3              |